# Wzlotnyj
Wzlotnyj (ros. Взлётный) – osiedle w Rosji, w obwodzie saratowskim, w rejonie engelskim. W 2010 liczyło 1068 mieszkańców.